# Odontadenia lutea
Odontadenia lutea är en oleanderväxtart som först beskrevs av José Mariano da Conceição Vellozo och som fick sitt nu gällande namn av Friedrich Markgraf.
Odontadenia lutea ingår i släktet Odontadenia och familjen oleanderväxter. Inga underarter finns listade i Catalogue of Life.